# Kubianka wierzbowa

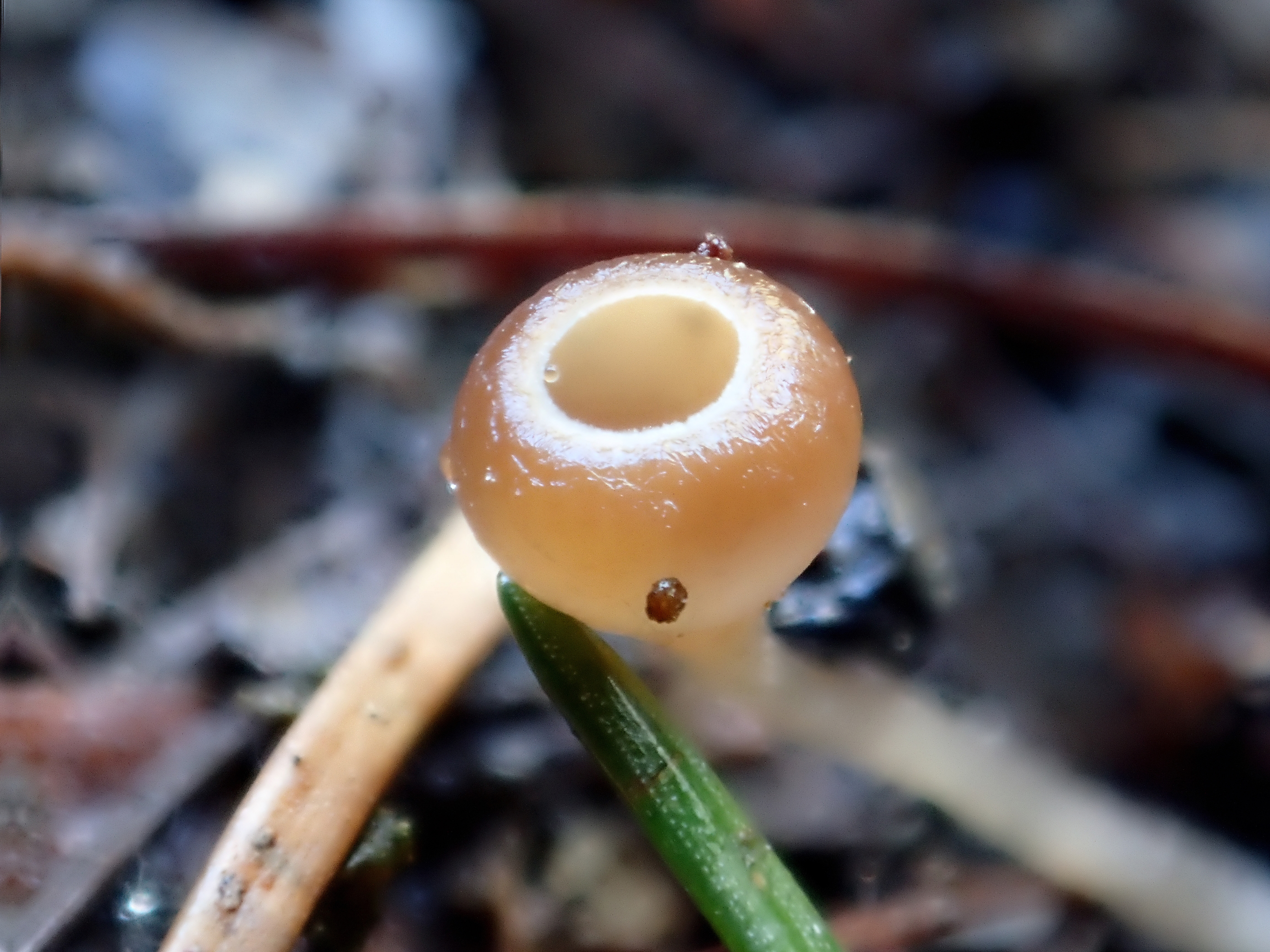

Kubianka wierzbowa (Ciboria caucus (Rebent.) Fuckel) – gatunek grzybów z rodziny twardnicowatych (Sclerotiniaceae).

## Systematyka
Pozycja w klasyfikacji według Index Fungorum: Ciboria, Sclerotiniaceae, Helotiales, Leotiomycetidae, Leotiomycetes, Pezizomycotina, Ascomycota, Fungi.
Po raz pierwszy opisał go w 1804 r. Johann Friedrich Rebentisch nadając mu nazwę Peziza caucus. Obecną, uznaną przez Index Fungorum nazwę, nadał mu Leopold Fuckel w 1870 r.
Synonimy:
- Hymenoscyphus caucus (Rebent.) W. Phillips 1887
- Peziza caucus Rebent. 1804
- Phialea caucus (Rebent.) Gillet 1881
- Rutstroemia caucus (Rebent.) W. Phillips 1887[2].

Polską nazwę podaje internetowy atlas grzybów.

## Morfologia
Owocniki
Typu apotecjum. Wyglądem przypomina puchar, składa się bowiem z miseczki osadzonej na dość długim trzonie. Miseczka w stanie dojrzałym spłaszczona, o średnicy od 3 do 10 mm, czasami pękająca przy brzegu. Jej brzeg porośnięty jest drobnymi, białymi włoskami. Górna powierzchnia hymenialna gładka, ochrowa, niepłodna powierzchnia dolna jaśniejsza, matowa i lekko oprószona. Trzon o wysokości 0,5–2 cm, grubości 0,5–1 mm, często wygięty, o powierzchni brązowiejącej w kierunku podstawy.
Cechy mikroskopowe
Worki 8-zarodnikowe, 7–10 × 120–30 µm, amyloidalne. Parafizy cylindryczne, o średnicy do 5 µm, tylko lekko maczugowate na końcu i wystające poza worki. Zarodniki elipsoidalne, gładkie, 7,5–10,5 × 4,5–6 µm, szkliste, bez kropli oleju.
Gatunki podobne
Ciboria viridifusca. Ma mniejsze owocniki i rośnie głównie na gnijących żeńskich stożkowatych kwiatach olch i topoli.

## Występowanie i siedlisko
Ciboria caucus występuje w Ameryce Północnej, Europie i Azji. Najwięcej stanowisk podano w Europie. W Polsce do 2006 r. znane było tylko jedno stanowisko i to dawne, podane przez Josepha Schrötera w 1908 r. na opadłych kotkach topoli (Populus). Później jednak gatunek ten został w Polsce odszukany. Kilka aktualnych jego stanowisk podaje np. internetowy atlas grzybów. Znajduje się w nim na liście gatunków zagrożonych i wartych objęcia ochroną.
Grzyb saprotroficzny. Występuje na opadłych na ziemię kotkach olszy (Alnus), rzadziej topoli (Populus) i wierzby (Salix). Rozwija się głównie wiosną.